# دیدگاه‌های مذهبی آدولف هیتلر
آدولف هیتلر در خانواده‌ای با مادر مسیحی به دنیا آمد. به گفته خودش، مادرش فردی بشدت دینی بود، ولی پدرش مخالف روحانیت و مسیحیت بود. او در خردسالی توسط مادرش برای کشیش شدن تشویق میشد و حتی احتمال کشیش شدن خود را بررسی میکرد. او در جوانی در سرود های مذهبی در کلیسا شرکت میکرد و خود را یک فرد مسیحی و دینی نشان میداد و علاقه زیادی به این کار داشت و به گفته اطرافیانش او به خدا باور داشته است.

## تجربه جنگ جهانی اول
بر اساس مصاحبه ای با یک خبرنگار بریتانیایی سالها پس از جنگ جهانی اول، هیتلر مدعی شد صدایی رازآمیز به او گفته به تنهایی بخشی از یک سنگر شلوغ را طی یک گلوله باران کوچک ترک کند. دقایقی پس از این که منطقه را ترک کرد، بمبی بر آن نقطه خاص افتاد و باعث کشته شدن چند سرباز شد. هیتلر این تجربه را به عنوان پیامی مبنی بر این که او یک فرد نشان شده خاص است که یک کار خاص برای انجام دادن دارد، دید. به هرحال این داستان در نبرد من نیامد.

## دیدگاه‌های بزرگسالی

### واکنش به بی‌خدایی
هیتلر خداباوری را بزرگ‌ترین دشمن کمونیسم می‌دانست.در یک سخنرانی در اشتوتگارت در فوریه ۱۹۳۳ او گفت: «امروز آنها می‌گویند مسیحیت در خطر است، اینکه ایمان کاتولیک توسط کمونیست تهدید می‌شود. پاسخ من به آن‌ها این است: برای زمان حاضر، مسیحیان و خداباوران بین‌المللی، در صف اول آلمان ایستاده‌اند. من به عنوان یک مسیحی تنها در مورد خداباوران حرف نمی‌زنم؛ من اعتراف می‌کنم که هرگز خودم را با احزابی که هدف شان نابودی خداباوری است متحد نمی‌کنم. چهارده سال است کمونیست‌ها دست در دست خداناباوری داشته‌اند. هیچ‌گاه صدمه‌ای بزرگ‌تر از آن سال‌هایی که احزاب مسیحی در کنار آن‌هایی قرار گرفتند که موجودیت خدا را به‌طور حتمی، انکار می‌کردند، به مسیحیت وارد نشد. سراسر حیات فرهنگی آلمان، طی این دوره، خُرد و آلوده شد. این باید وظیفه ما باشد که همه این مظاهر انحطاط در ادبیات، مدارس، و روزنامه‌ها-یعنی، در سراسر فرهنگ مان-را بسوزانیم تا سمّی را طی سال‌های که در این چهارده سال گذشته در همه وجوه زندگی ما رخنه می‌کرده است حذف کنیم.

#### مسیحیت مثبت
هانس کرل، یکی از وزیر امور کلیساهای آلمان نازی مسیحیت مثبت را اینچنین تشریح می‌کند:
حزب بر اساس مسیحیت مثبت می ایستد و مسیحیت مثبت ناسیونال سوسیالیسم است. ناسیونال سوسیالیسم انجام اراده خداست. اراده خدا خود را در خون آلمان آشکار می کند. دکتر زولنر و [اسقف کاتولیک مونستر] کنت جالینوس سعی کرده است برای من روشن کند که مسیحیت در ایمان به مسیح به عنوان پسر خدا است. این باعث خنده ام می شود. نه، مسیحیت وابسته به اعتقادنامه رسولان نیست. مسیحیت واقعی توسط حزب نمایندگی می شود، و مردم آلمان اکنون توسط حزب و به ویژه فیورر به یک مسیحیت واقعی فراخوانده شده اند. فویرر منادی یک مکاشفه جدید است.

-هانس کرل، وزیر نازی در امور کلیسا، ۱۹۳۷ میلادی.
نازیسم حامی و حمایت‌کنندهٔ مسیحیت مثبت بود؛ اما از سوی مخالفین آن و در نقد مسیحیت مثبت گفته شده است که:
مسیحیت مثبت در واقع یک نام غلط بود: اصلاً مسیحیت نبود، بلکه یک انحراف بود. شاید بتوان چنین استنباط کرد، مسیحیت بدون خدا، بدون مسیح و بدون محتوا بود. این نسخه «صحیح سیاسی» یک انجیل خالی بود» (استرود، موعظه، ۸).

## اسلام و ادیان شرقی
بین ادیان شرقی، هیتلر رهبران مذهبی چون «کنفسیوس، بودا، و محمد» را چون فراهم آورندگان «تغذیه روحی» توصیف می کرد. انتخاب سواستیکا توسط هیتلر به عنوان نماد اصلی و رسمی حزب ناسیونال سوسیالیست، به تبار فرهنگی آریایی مردم آلمانی مربوط بود. آنها آریاییان اولیه هند را به عنوان نشانه ای از یک نماد نژاد برتر آریایی می دانستند.

### ارتباط مفتی اسلامی با هیتلر
در این زمینه، ارتباط هیتلر با محمد امین الحسینی ، مفتی بیت المقدس - که در ۱۹۴۱ به مرتبه اسیلوم، رده افتخاری یک ارشد اس اس، و یک «نسب نامه نژادی قابل احترام» رسید - بیشتر نشانه احترام دانسته شده تا سودجویی سیاسی.

### کتابشناسی
- Angebert, Jean-Michel (1974), The Occult and the Third Reich, Macmillan, ISBN 0-02-502150-8.